# Pomnik Dzieci Wrzesińskich we Wrześni
Pomnik Dzieci Wrzesińskich – znajduje się we Wrześni na miejscu gdzie ul. Sienkiewicza przechodzi w ul. Harcerską. Upamiętnia wydarzenia ze strajku dzieci wrzesińskich w latach 1901–1902. Został ufundowany przez społeczeństwo ziemi wrzesińskiej w 74 rocznicę tych wydarzeń. Jego odsłonięcie nastąpiło 31 maja 1975. Autorem pomnika jest poznański rzeźbiarz i plastyk Jerzy Sobociński.

## Lokalizacja oraz forma pomnika
Pomnik znajduje się na skwerze, na miejscu gdzie ul. Sienkiewicza przechodzi w ul. Harcerską. Zajął on miejsce znajdującego się tu wcześniej obelisku z tablicą pamiątkową odzyskania Niepodległości 28 grudnia 1918 oraz umieszczonej na szczycie skromnej rzeźby orła polskiego. Został wykonany z szarego betonu. Pomnik przedstawia grupę 9 dzieci. Umieszczono na nim napis w brzmieniu: BOHATERSKIM DZIECIOM WRZESIŃSKIM BRONIĄCYM MOWY POLSKIEJ W STRAJKU SZKOLNYM 1901–1902. SPOŁECZEŃSTWO MIASTA I POWIATU WRZESIŃSKIEGO W HOŁDZIE 1975.
Przy pomniku znajduje się mniejszy obelisk upamiętniający powstanie wielkopolskie 1918–1919 oraz powstanie wielkopolskie 1848 roku z okresu Wiosny Ludów. Znajduje się na nim Wielkopolski Krzyż Powstańczy oraz napisy w brzmieniu: WRZEŚNIA – ZDZIECHOWA – DOLINA NOTECI 1918–1919 i MIŁOSŁAW – SOKOŁOWO 1848.
U stóp pomnika znajduje się tablica upamiętniająca złożenie hołdu Dzieciom Wrzesińskim w 100 rocznicę strajku (2001) przez ówczesnego Marszałka Sejmu Rzeczypospolitej Polskiej Macieja Płażyńskiego.

## Uroczystość odsłonięcia
Odsłonięcie pomnika nastąpiło 31 maja 1975. W uroczystościach wzięli udział przedstawiciele władz wojewódzkich, lokalnych i partyjnych. Przybyły także dwie uczestniczki strajku: Walentyna Wyrwas-Klimas i Kazimiera Mularczyk-Głębocka. Harcerzy, młodzież szkolną oraz społeczeństwo przywitał komendant Hufca ZHP Września im. Dzieci Wrzesińskich hm. Jan Majewski. Znaczenie rocznicy strajku Dzieci Wrzesińskich, a także ich bohaterską i patriotyczną postawę w walce o język polski w szkole, omówił przewodniczący Powiatowego Komitetu Frontu Jedności Narodu Marian Kujawski. Odsłonięcia pomnika dokonał sekretarz KW PZPR w Poznaniu Bogdan Gawroński, a zuchy i harcerze złożyli ślubowanie oraz zadeklarowali swoją opiekę nad pomnikiem.

## Rola dzieci wrzesińskich w dziejach Wrześni
Słynny strajk uczniów we Wrześni odbył się w latach 1901–1902. Skierowany był przeciw germanizacji szkoły, głównie przeciw modlitwie i nauce religii w języku niemieckim. Obejmował również protest rodziców przeciw biciu dzieci przez pruskie władze szkolne.
Strajk rozpoczął się 20 maja 1901, kiedy niemiecki nauczyciel wymierzył karę cielesną dzieciom za odmowę odpowiadania w języku niemieckim na lekcji religii. Zastrajkowało wówczas 118 uczniów i uczennic. Ich rodziców władze niemieckie ukarały więzieniem i grzywnami. Przywódcą duchowym strajku był ks. Jan Laskowski.

## Galeria

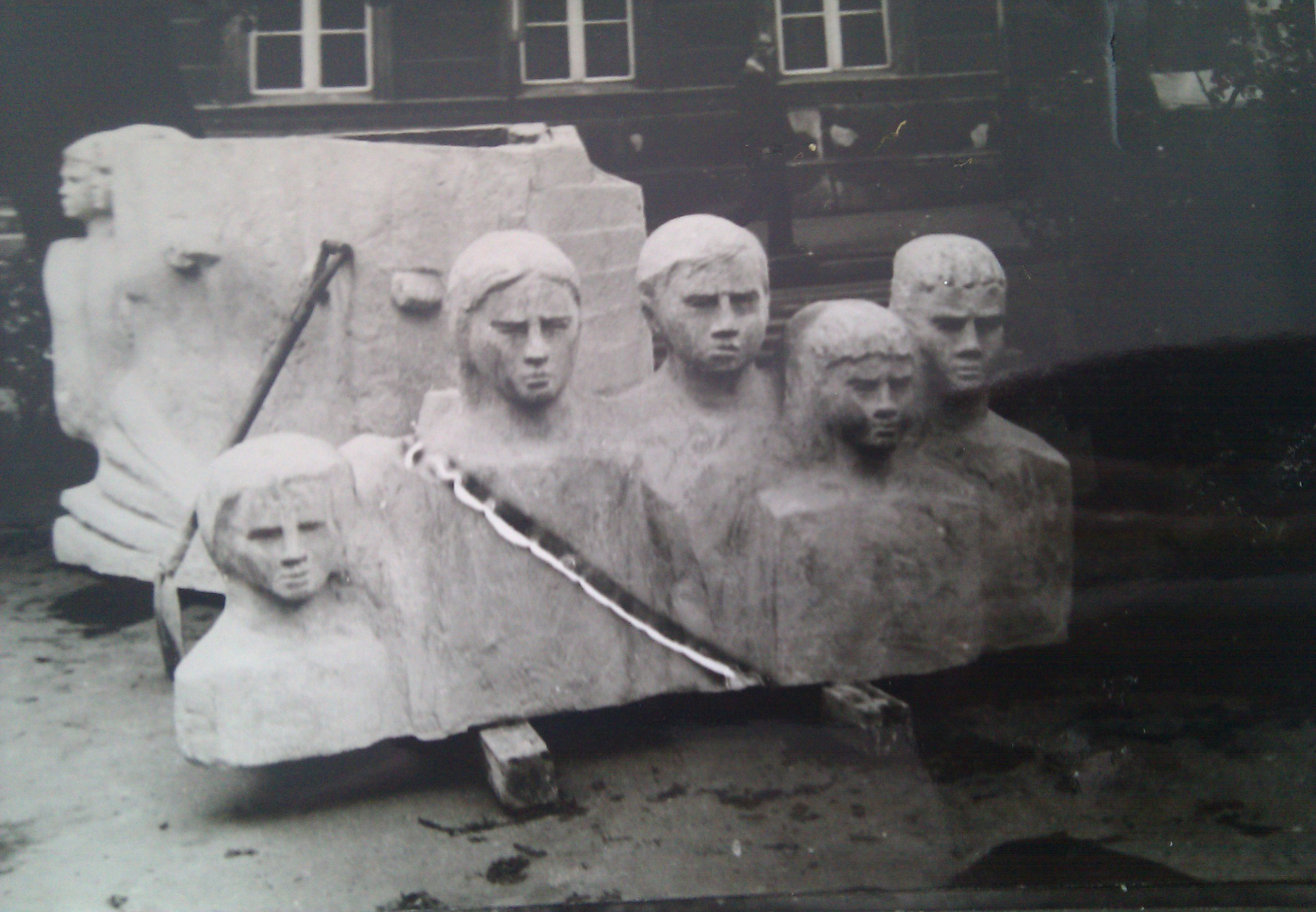
Górna część pomnika Dzieci Wrzesińskich w trakcie budowy
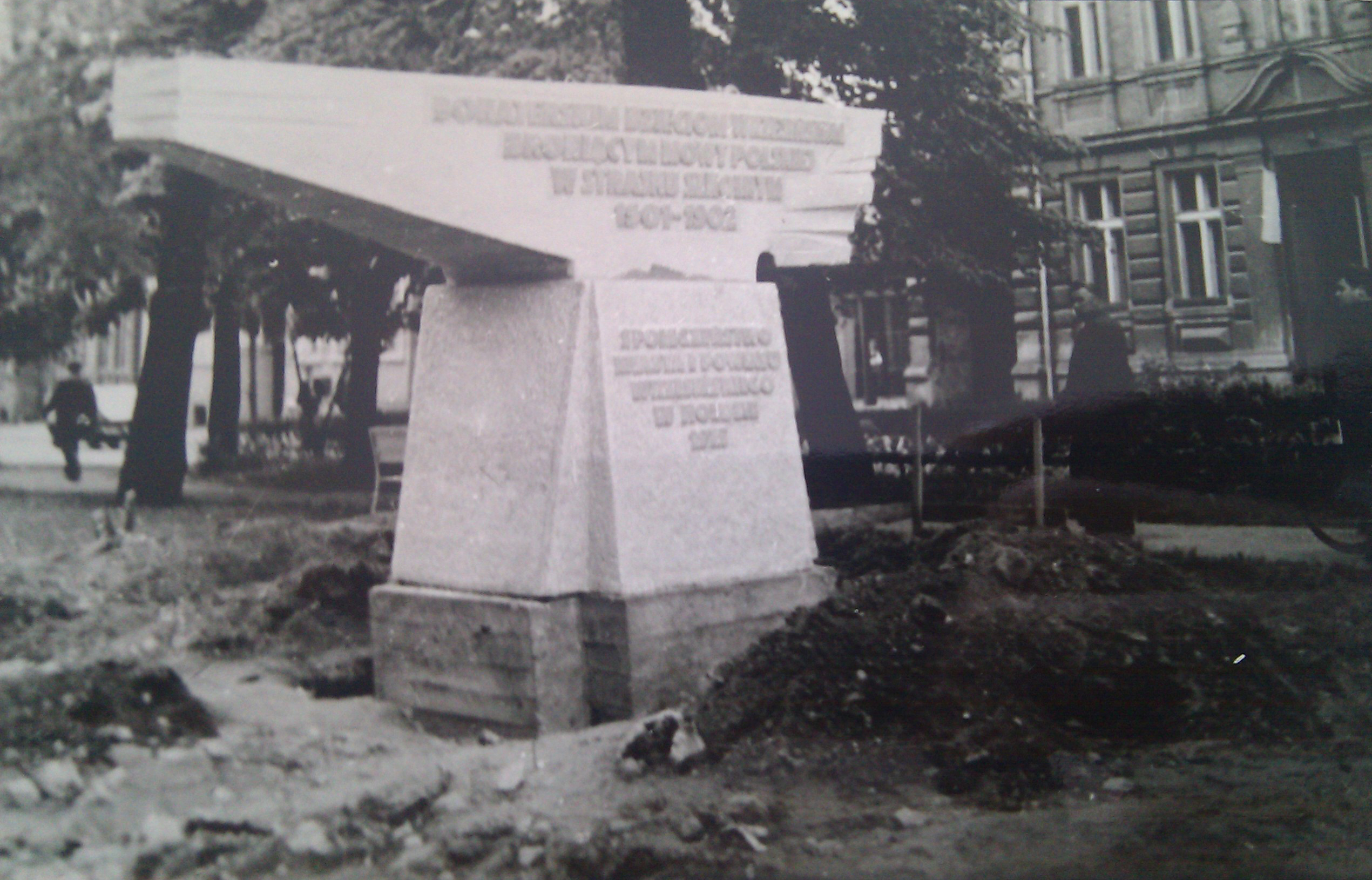
Dolna część pomnika Dzieci Wrzesińskich w trakcie budowy
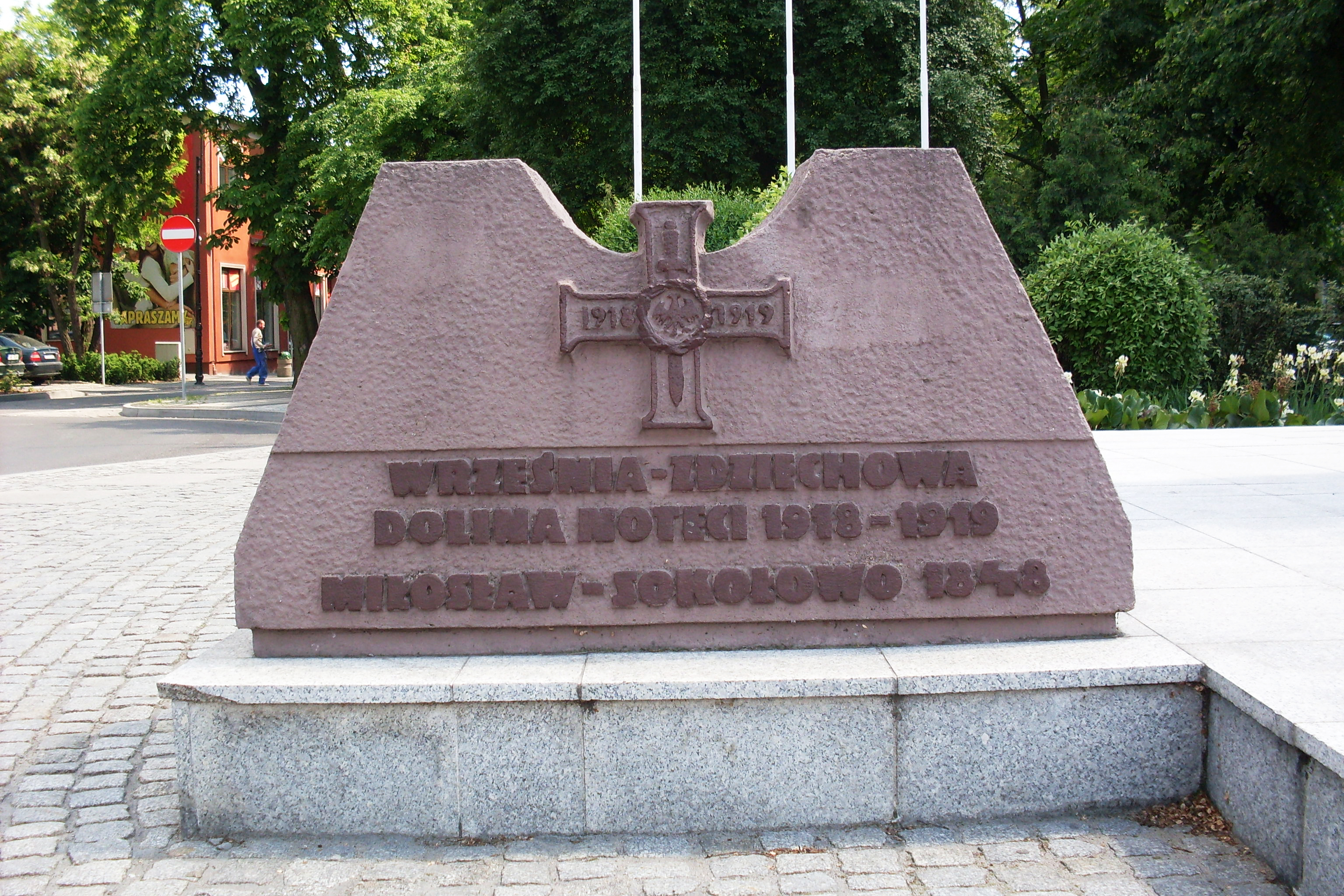
Obelisk upamiętniający powstanie wielkopolskie 1918–1919 oraz powstanie wielkopolskie 1848
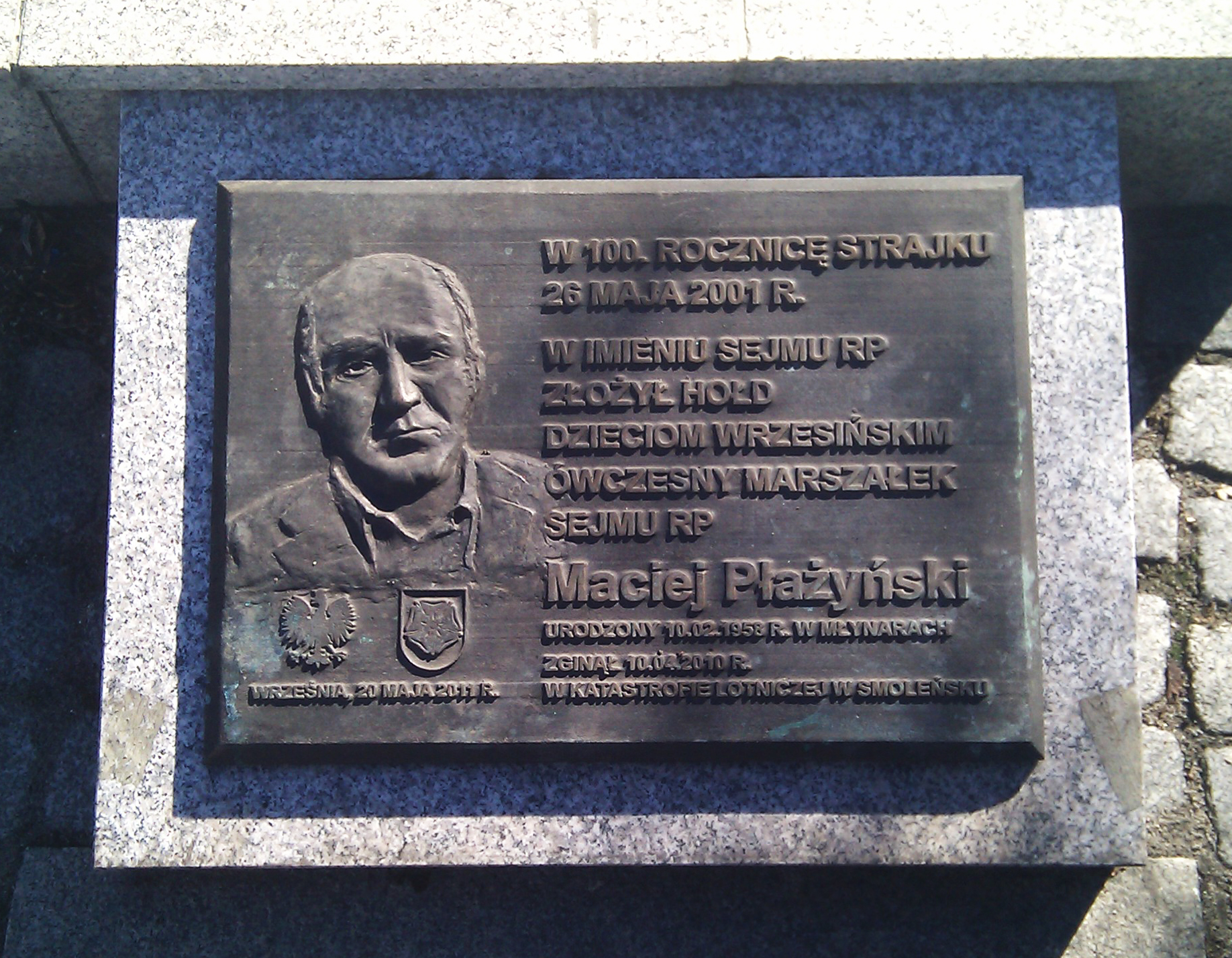
Tablica upamiętniająca złożenie hołdu Dzieciom Wrzesińskim przez Marszałka Sejmu Macieja Płażyńskiego

## Inne pomniki we Wrześni upamiętniające strajk dzieci wrzesińskich
- Pomnik Marii Konopnickiej
- Ławeczka Bronisławy Śmidowiczówny
- Pomnik Jana Pawła II